# 2031
Năm 2031 (số La Mã: MMXXXI). Trong lịch Gregory, nó sẽ là năm thứ 2031 của Công nguyên hay của Anno Domini; năm thứ 31 của thiên niên kỷ 3 và của thế kỷ 21; và năm thứ hai của thập niên 2030.